# Ажуде
Ажуде (порт. Ajude; МФА: [ɐ.ˈʒu.dɨ]) — парафія в Португалії, у муніципалітеті Повуа-де-Ланьозу. Розташована в північно-західній частині країни, на теренах історичної португальської провінції Дору-Міню. Входить до складу округу Брага. За адміністративним поділом, чинним до 1976 року, терени парафії були складовою провінції Міню. Належить до Бразької архідіоцезії Католицької церкви. Патрон — святий Петро. Площа — 2,3741 км². Населення — 139 ос. (2011). Слабо урбанізований регіон. Густота населення — 58,55 осіб/км²
. Код — 030902.

## Населення
| Кількість мешканців | Кількість мешканців | Кількість мешканців | Кількість мешканців | Кількість мешканців | Кількість мешканців | Кількість мешканців | Кількість мешканців | Кількість мешканців | Кількість мешканців | Кількість мешканців | Кількість мешканців | Кількість мешканців | Кількість мешканців | Кількість мешканців |
| ------------------- | ------------------- | ------------------- | ------------------- | ------------------- | ------------------- | ------------------- | ------------------- | ------------------- | ------------------- | ------------------- | ------------------- | ------------------- | ------------------- | ------------------- |
| 1864                | 1878                | 1890                | 1900                | 1911                | 1920                | 1930                | 1940                | 1950                | 1960                | 1970                | 1981                | 1991                | 2001                | 2011                |
| 138                 | 135                 | 143                 | 154                 | 161                 | 158                 | 180                 | 189                 | 169                 | 159                 | 180                 | 164                 | 139                 |                     |                     |